# Baruch Dego
Baruch Dego (in ebraico ברוך דגו‎?; Addis Abeba, 26 marzo 1981) è un ex calciatore etiope naturalizzato israeliano, di ruolo centrocampista.

## Palmarès

### Club

#### Competizioni nazionali
- Campionato israeliano: 1

Maccabi Tel Aviv: 2002-2003
- Coppa d'Israele: 3

Maccabi Tel Aviv: 2000-2001, 2001-2002, 2004-2005